# Communauté de communes du Mont de Berru
La communauté de communes du Mont de Berru (CCMB) est une ancienne communauté de communes française, située dans le département de la Marne et la région Champagne-Ardenne.
Elle a été supprimée le 1er janvier 2013.

## Histoire
Dans le cadre de la disparition programmée de la CCMB prévu au schéma départemental de coopération intercommunale (SDCI) de la Marne du 15 décembre 2011, les communes de Beine-Nauroy, Berru et Nogent-l'Abbesse, qui étaient jusqu'alors membres de la CCMB ont rejoint le 31 décembre 2012 la communauté de communes de Beine-Bourgogne.
La commune de Cernay-lès-Reims ayant, quant à elle, rejoint le 1er janvier 2013 la communauté d'agglomération de Reims Métropole, l'intercommunalité, qui n'avait plus de membre, a été supprimé par arrêté préfectoral du 10 décembre 2012 qui a pris effet le 1er janvier 2013.

## Territoire communautaire

### Géographie
La communauté se trouvait en limite est de l'agglomération de Reims.

### Composition
L'intercommunalité était composée de 4 communes, dont la principale est Cernay-lès-Reims :
- Beine-Nauroy - aujourd'hui communauté de communes de Beine-Bourgogne
- Berru- aujourd'hui communauté de communes de Beine-Bourgogne
- Cernay-lès-Reims- aujourd'hui CA Reims Métropole
- Nogent-l'Abbesse- aujourd'hui communauté de communes de Beine-Bourgogne

## Administration

### Siège
Le siège de la communauté de communes était à Cernay-lès-Reims, 1, place de la République.

### Élus
La communauté de communes était administrée par un conseil communautaire constitué de représentants de chaque commune, élus en leur sein par les conseils municipaux.

### Liste des présidents
| Période                                  | Période       | Identité    | Étiquette | Qualité |
| ---------------------------------------- | ------------- | ----------- | --------- | ------- |
| Les données manquantes sont à compléter. |               |             |           |         |
| ?                                        | décembre 2012 | Guy Mouchel |           |         |

### Compétences
L'intercommunalité exerçait les compétences que lui avaient transférées les communes membres, conformément aux dispositions légales.

## Réalisations
La communauté a approuvé en 2010/2011 un plan local d'urbanisme (PLU) intercommunal.